# کیون می ری
کیون می ری (به کره‌ای:견미리 به انگلیسی: Kyeon Mi-ri) (زاده ۲۷ ژانویه ۱۹۶۵ - سئول) بازیگر و خواننده اهل کره جنوبی است.
او به دلیل بازی در نقش ملکه ون هو در مجموعه تلویزیونی افسانه جومونگ شناخته شد. همچنین به خاطر نقش خود در سریال جواهری در قصر در نقش ضد قهرمان اصلی فیلم بانو چویی معروف است و در سریال ایسان در نقش بانو هه گیونگ (مادر ایسان) ظاهر شده است.

## زندگی
کیون می ری، بازیگر، مدل و خواننده کره‌ای است که به زبان‌های کره‌ای، انگلیسی و ژاپنی تسلط دارد و فارغ‌التحصیل موسیقی از دبیرستان هنرهای سنتی است و تحصیلات خود را در در رشته باله در دانشگاه سجونگ نیمه کاره رها کرده اما تخصص زیادی در رقص کلاسیک و رقص باله دارد و بازی در تلویزیون کره را از سال ۱۹۸۴ آغاز کرده‌است. وی که با نام مستعار گیونگ یانگ، مشهور است، سرگرمی‌اش شنا می‌باشد، ۱۵۹ سانتی‌متر قد و ۴۵ کیلوگرم وزن دارد و اجرای موفق او در مجموعه جواهری در قصر شهرت و محبوبیت فراوانی را در کشورهای شرق آسیا و جنوب شرق آسیا از جمله ژاپن، هنگ کنگ، چین، ویتنام، فیلیپین و سنگاپور برای او به همراه داشت.
همسر سابق کیون می ری، ایم یانگ گیو هم بازیگر بود. او در سال ۱۹۸۷ با او ازدواج کرد و از او صاحب دو دختر شد (لی یو بی و لی دا-این). اما در سال ۱۹۹۳ از وی جدا شد و در سال ۱۹۹۸ با لی هونگ هیون ازدواج کرد و حاصل این ازدواج، یک پسر به نام لی کی بک بود و لی هونگ هیون پس از این ازدواج، به‌طور قانونی، دو دختر همسر سابق وی را، به عنوان فرزندان خود پذیرفت و نام خانوادگی دو دختر او را، به نام خانوادگی خود (لی) تغییر داد.
او طی مصاحبه‌ای، پیشنهاد رد موسیقی سریال جواهری در قصر را انکار کرد و خاطرنشان کرد، درحقیقت، موسیقی این سریال، یک شاهکار است و گرچه سالهاست که در موسیقی، فعالیت دارد اما تابه‌حال، شاهکار تنظیم نکرده‌است و این شایعه از پایه اشتباه است و هم چنین دربارهٔ نقش منفی خود، در این سریال، اعلام کرد:در طی سالهای فعالیتش، قبل از جواهری در قصر، تا به حال نقش منفی نداشته‌است و این کار، برایش حکم چالش بزرگ و جدی را داشت. هم چنین اعلام کرد:پس از جواهری در قصر، بسیاری از تهیه‌کننده‌ها، نقش‌های منفی‌شان را به او پیشنهاد کردند؛ که برایش بسیار، هیجان انگیز بود.
و هم چنین او بایکوت شدن از طرف هواداران را به خاطر آزارهایی که به شخصیت اصلی سریال (یانگوم) داده بود، انکار کرد و طبق گفته او، مردم آنقدر، بادرک هستند که فرق شخصیت حقیقی بازیگر را با نقش او، در مجموعه یا فیلم، درک کنند و در این مورد، دقیقاً برعکس، خیلی از هواداران، او را به خاطر موفقیت او در ایفای این نقش، تشویق کردند و طبق گفته‌اش، شخصیت بانو چویی را در این سریال، منفی نمی‌دید بلکه در نوع زندگی خودش، زیاد غرق شده بود و به هر حال، با ایفای این نقش، چهره‌اش در بسیاری از کشورها شناخته شد و هر چند، شخصیت‌های یانگوم و بانو هن در این سریال، دشمنان او بودند اما در بیرون این مجموعه، دوستان خوبی برای او هستند و به‌خصوص، لی یونگ آئه (هنرپیشه اصلی سریال و بازیگر نقش یانگوم) که بخاطر سختی و جدیت او در ایفای نقش، چیزهای زیادی از او یادگرفت، هم چنین گفته‌است که به تنوع نقش، خیلی علاقه دارد و بلافاصله پس از جواهری در قصر، یک نقش کمدی را ایفا کرد و به قول خودش، او از آشپزی لذت می‌برد و به یک چیز معتقد است که بچه‌ها دوست دارند دست‌پخت مادرشان را بخورند و به همین دلیل، آشپزی را کامل یاد گرفته‌است و توانایی این کار را دارد که کیکی بپزد که بچه‌ها بعد از خوردن آن آرام شوند و دیگر سرو صدا راه نیندازند و توصیه می‌کند که بعضی از غذاهای کره‌ای فوق‌العاده هستند و همه پخت آنهارا یاد بگیرند.
او ترجیح می‌دهد برای تفریح به پارک و کنار دریا برود و بیشتر علاقه‌مند است به کشور سوئیس مسافرت کند، به هیچ حیوانی علاقه ندارد و حتی از موش و مار به شدت، می‌ترسد.
در سال ۲۰۰۹ کیون می ری به همراه همسر خود (لی هونگ هیون) مظنون به معاملات نهانی شد و بخاطر دستکاری سهام، مورد بازرسی قرار گرفت و ۵۵ هزار سهم به ارزش ۹۰۰ میلیون وون، از مهندس زیستی برای راه اندازی FCB12 خرید؛ و پس از آن به اندازه ۴/۵ بیلیون وون به سرعت، پیشرفت کرد؛ و باعث شد او چهارمین شخص دارنده سهام در میان افراد مشهور شود. اما کیون می ری هرگونه خطایی را انکار کرد و گفت: او حقیقتاً یک سرمایه‌گذار بود.

## سریال‌ها
- پاندورا: زیر بهشت (۲۰۲۳)(tvn)
- فروشگاه ست بیول (۲۰۲۰)(SBS)
- رسوایی گنگنام (۲۰۱۸)(SBS)
- عشق انقلابی (۲۰۱۷)(tvn)
- گونگ شیم زیبا (۲۰۱۶)(SBS)
- دودوهارا (۲۰۱۴)(SBS Plus)
- فقط عشق (۲۰۱۴)(SBS)
- چه اتفاقی برای خانواده من افتاده؟ (۲۰۱۴)(KBS2)
- عاشقان درخشان (۲۰۱۳)(MBC)
- مامان شگفت‌انگیز (۲۰۱۳)(SBS)
- گوام هو جون (۲۰۱۳)(MBC)
- آسایش بدون فرزند(۲۰۱۲)(JTBC)
- شاهزاده پشت بام(۲۰۱۲)(SBS)
- دختر عزیز من (۲۰۱۱)(KBS2)
- سه خواهر (۲۰۱۰)(SBS)
- ایسان (۲۰۰۷)(MBC)
- تازه عروس طلایی (۲۰۰۷)(SBS)
- افسانه جومونگ (۲۰۰۶)(MBC)
- مثل رودخانه روان شد (۲۰۰۶)(KBS1)
- خواهران دریا (۲۰۰۵)(MBC)
- خداحافظی غمناک (۲۰۰۵)(KBS2)
- عشق و همدردی (۲۰۰۵)(SBS)
- یک میلیون گل رز (۲۰۰۳)(KBS1)
- جواهری در قصر (۲۰۰۳)(MBC)
- جاه طلبی بزرگ (۲۰۰۲)(SBS)
- با هم باشیم (۲۰۰۲)(KBS1)
- مناقصه قلب‌ها (۲۰۰۱)(KBS1)
- همه چیز درباره ایو (۲۰۰۰) (MBC)
- افسانه های عشق (۲۰۰۰)(SBS)
- شش بچه (۱۹۹۸)
- آقای درست (۱۹۹۷)(KBS2)
- خانم طناز (۱۹۹۶)
- لرزش (۱۹۹۵)
- دروازه کره (۱۹۹۵)
- قصر غربی (۱۹۹۵)(KBS2)
- هان میونگ هو (۱۹۹۴)(KBS2)
- فاخته رودخانه هان (۱۹۹۳)(SBS)
- خانه مادونگ (۱۹۹۱)
- قوی هیکل (۱۹۸۹)
- قرار ملاقات (۱۹۸۹)
- ملکه این هیون (۱۹۸۸)(MBC)
- سرکش (۱۹۸۶)(MBC)
- ارکیده باد (۱۹۸۵)(MBC)

## فیلم‌ها
- دویدن لاک‌پشت (۲۰۰۹)